# Coely
Coely Mbueno (Antwerpen, 5 januari 1994) beter bekend als Coely is een Belgisch zangeres en rapster.

## Biografie
Coely startte op 17-jarige leeftijd met rappen in een jeugdcentrum in de Antwerpse binnenstad. In 2012, toen ze nog school liep, tekende ze bij het onafhankelijke platenlabel Beatville. In september 2012 werd het eerste nummer van Coely uitgebracht getiteld: Ain’t Chasing Pavements. Het nummer werd door Studio Brussel uitgeroepen tot "Hotshot". Haar eerste ep werd uitgebracht op 23 maart 2013. De tracks Nothing On Me en All I Do verschenen hieruit als singles.
Haar muziek wordt geproduceerd door het duo Nasta & Niz. Live wordt Coely bijgestaan door haar vaste DJ Ephonk en rapper DVTCH NORRI$.
Door haar drukke agenda werd ze in de zomer van 2013 door Studio Brussel bekroond tot "koningin van het Belgische festivalseizoen 2013". Eind 2013 won ze ook een Redbull Elektropedia Award voor "Breakthrough Artist".
Ze was de officiële Belgische inzending voor Eurosonic Noorderslag 2014, het grootste showcasefestival van Europa.
Bij de MIA's 2017 won ze twee prijzen, namelijk in de categorieën "Solo vrouw" en "Urban". Die laatste werd voor het eerst uitgereikt. Ze was ook genomineerd voor artwork en album (Different waters). Ze won ook de Vlaamse Cultuurprijs voor Muziek 2017.
In 2023 werd zij ontmaskerd als Raaf in The Masked Singer en haalde hierbij de derde plek.
Halverwege 2023 werd aangekodigd dat Coely een van de nieuwe coaches wordt in The Voice Kids (Vlaanderen).

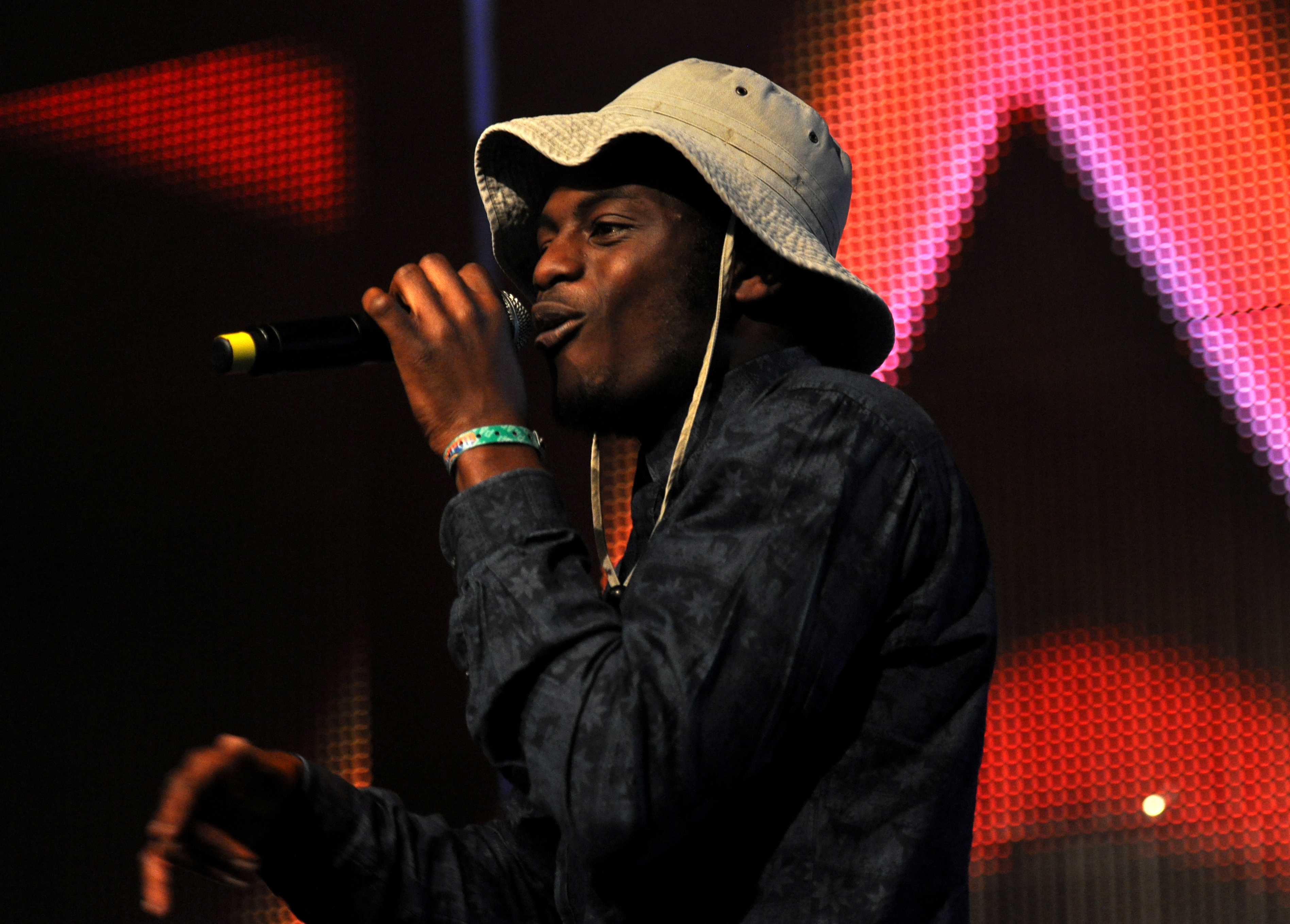
DVTCH NORRI$
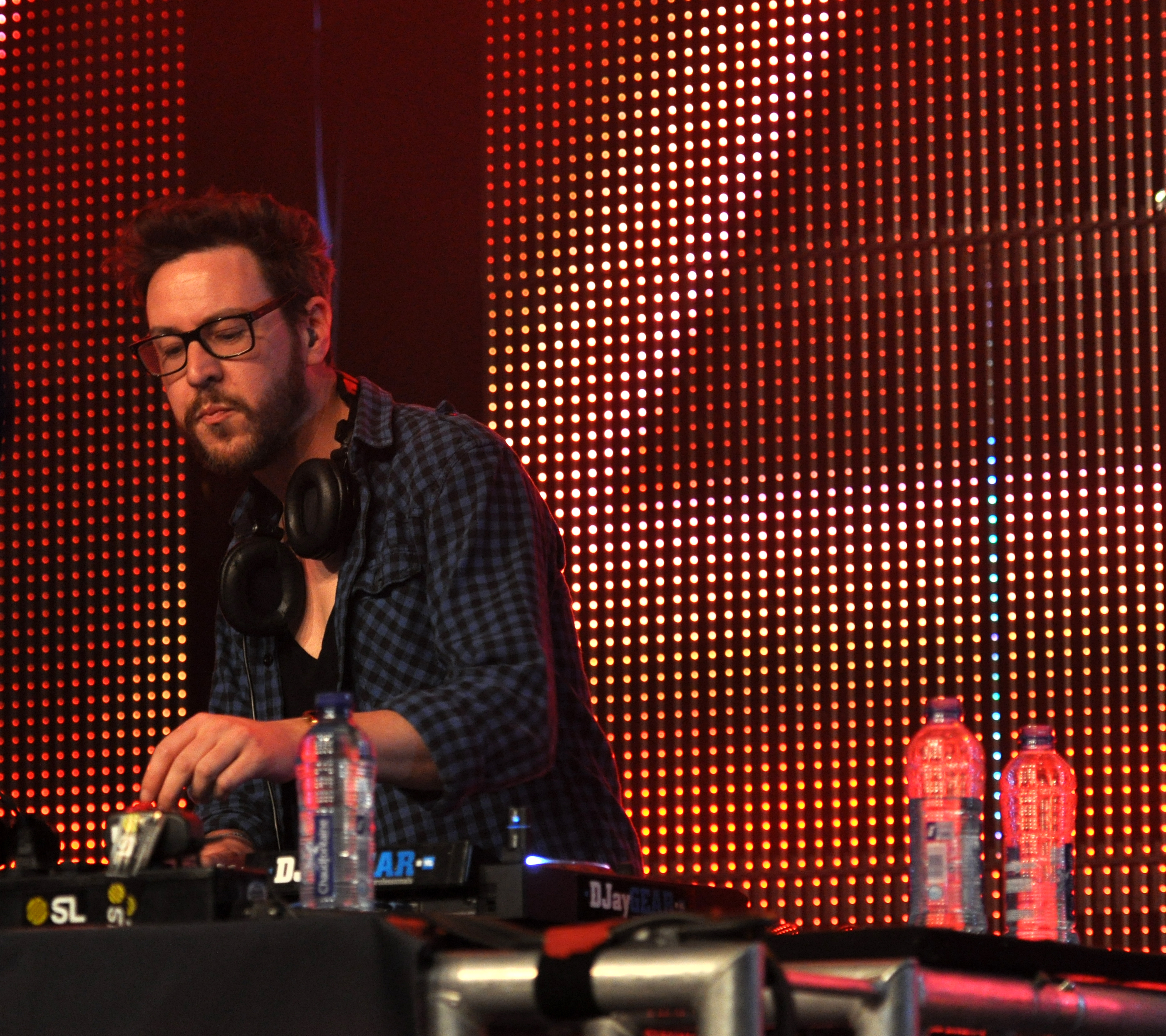
DJ Ephonk

## Discografie

### Albums/ep
- 2017 - Different Waters

1. Different Waters (feat. Yann Gaudeuille)
2. My Tomorrow (feat. Yann Gaudeuille)
3. Danger Danger 2.0 (feat. Kojey Radical & Zulu)
4. Elysée
5. Don't Care (feat.DVTCH NORRIS)
6. Can't Get Away (feat. Polar Youth)
7. No Way
8. Wake Up Call
9. Blu Mood
10. On My Own
11. The Rise (feat. DVTCH NORRIS & Yann Gaudeuille)
12. Celebrate
13. Ain't Chasing Pavements

- 2013 - RAAH - The Soulful Yeah (EP)

1. All I Do - (Geproduceerd door Yann)
2. Ain't Chasing Pavements - (Geproduceerd door Jonas)
3. Soulful Yeah - (Geproduceerd door A3)
4. Feels good to be Home - (Geproduceerd door NiZ)
5. Nothing On Me - (Geproduceerd door NiZ)

Executive producers: Nasta & NiZ

### Singles
- 2022 - Run it up
- 2017 - Wake up call
- 2016 - Don't Care
- 2014 - My Tomorrow
- 2013 - All I Do
- 2013 - Nothing On Me
- 2012 - Ain't Chasing Pavements

##### Compilaties
- 2013 - All I Do - MNM UrbaNice 2013.2
- 2013 - All I Do - Life Is Music 2013/1
- 2013 - Nothing On Me - MNM UrbaNice 2013.1
- 2013 - Ain't Chasing Pavements - Studio Brussel Eigen Kweek Deel 1
- 2013 - All I Do - De Maxx Long Player 27
- 2012 - Ain't Chasing Pavements - De Afrekening 53 - Best Of 2012